# Joseph Chéret

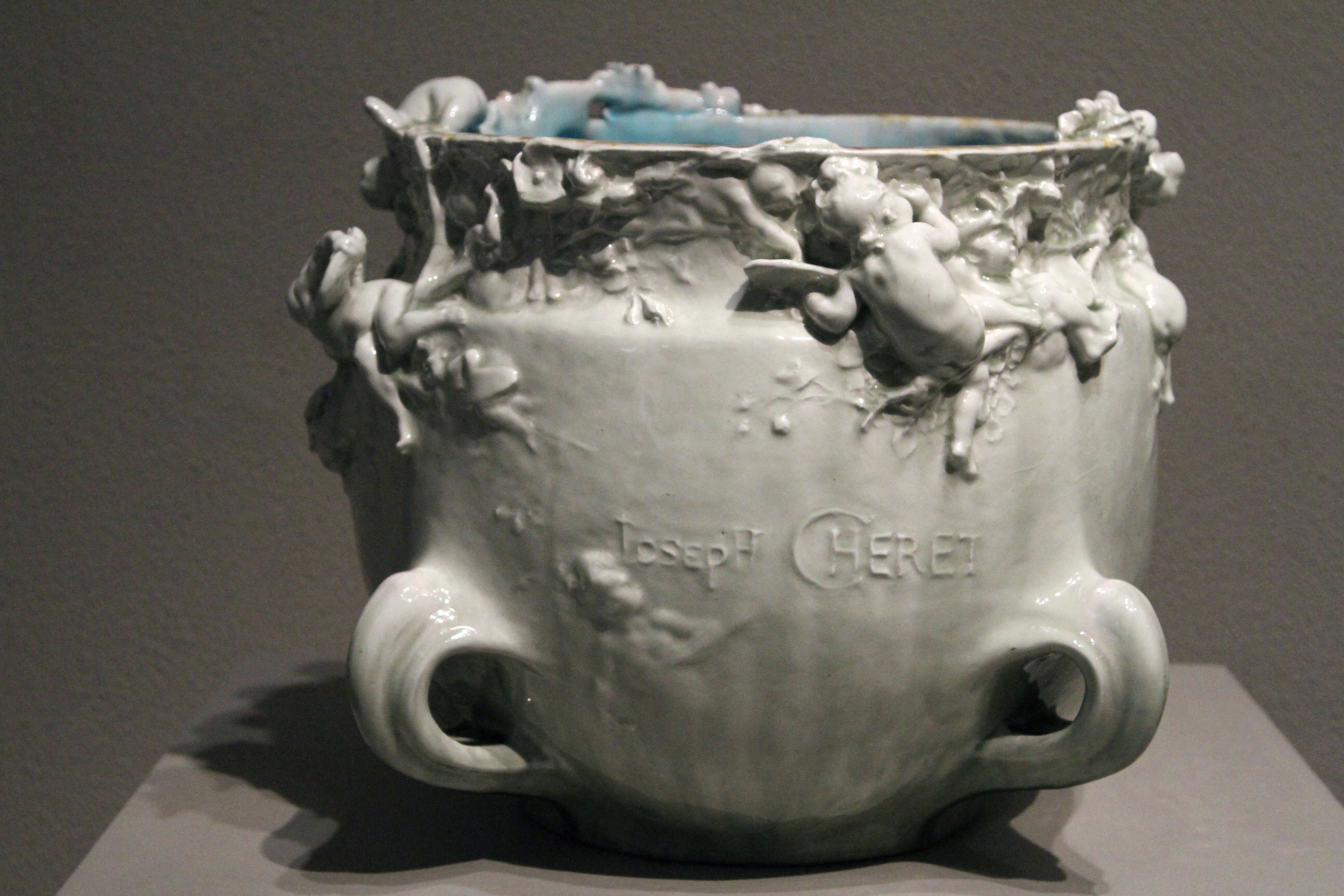
Übertopf aus Keramik mit einem Hochreliefdekor aus Putten und vier Henkeln an der Basis, ca. 1892

Gustave Joseph Chéret (* 1838 in Paris; † 15. Juni 1894 ebenda) war ein französischer Bildhauer und Keramikkünstler des Historismus.
Joseph Chéret war der jüngere Bruder des Malers und Lithografen Jules Chéret (1836–1932). Er was Schüler von Albert-Ernest Carrier-Belleuse, einem Bildhauer und künstlerischen Leiter der Manufacture royale de porcelaine de Sèvres in Sèvres. Chéret schuf für zahlreiche Manufakturen Porzellan- und Keramikdesigns. Er war für den, Ende des 19. Jahrhunderts berühmten, Kölner Möbelhersteller Pallemberg und für die Orfèrie Christofle in Paris („Kaffekanne und Milchkannchen“ im Stil von Louis Seize) tätig.
Ab 1877 lieferte er künstlerische Entwürfe für die Cristallerie de Baccarat (Département Meurthe-et-Moselle). Nach dem Tod Carrier-Belleuse war er von 1886 bis 1887 künstlerischer Direktor der Porzellan-Manufaktur in Sèvres. Henry van de Velde kritisierte seine Entwürfe als elitären, bougeoisen Versuch, Kunst und Handwerk zu vereinen, statt Kunst für normalen Menschen zu schaffen. Chéret war seit 1868 mit Carrier-Belleuse’ Tochter Henriette, einer Blumenmalerin, verheiratet, sein Schwager Louis-Robert Carrier-Belleuse war ebenfalls Maler.
Am 26. März 2017 wurde eine Folge der Sendung Lieb & Teuer des NDR ausgestrahlt, die von Janin Ullmann moderiert und in Schloss Reinbek gedreht wurde. Darin wurde unter anderem mit dem Kunsthistoriker Wilhelm Hornbostel eine Figurengruppe aus Terrakotta besprochen, die von Joseph Chéret entworfen wurde.